# Biophytum insigne
Biophytum insigne är en harsyreväxtart som beskrevs av James Sykes Gamble. Biophytum insigne ingår i släktet Biophytum och familjen harsyreväxter. Inga underarter finns listade i Catalogue of Life.